# Ernest de Croix d'Heuchin
Ernest-Charles-Eugène de Croix, marquis d'Heuchin (27 août 1803 à Paris - 13 mars 1874 au château de Franc-Waret), est un militaire, homme politique et éleveur de trotteurs français.

## Biographie
Fils du marquis Charles-Lidewine-Marie de Croix et d'Augustine Eugénie Victoire de Vassé, il est le petit-fils d'Alexis Bruno Etienne de Vassé. 
Il entre à l'École militaire de Saint-Cyr et en sort à l'âge de dix-huit ans avec le grade de sous-lieutenant au 4e régiment de chasseurs. 
En 1823, il prend part à l'expédition d'Espagne et est promu lieutenant en 1825.
Il accompagne comme officier d'ordonnance le duc de Raguse au sacre de l'Empereur de Russie en 1826, puis est promu capitaine.
Il sert dans l'armée jusqu'en 1832. Il démissionne alors pour s'orienter vers une carrière d'éleveur de chevaux en son domaine du château du Grand-Serquigny dans l'Eure,.
Il participe aux côtés d'Éphrem Houël à la création du trotteur français et dirige l'un des plus beaux élevages du milieu du XIXe siècle. En 1844, il est admis au Jockey-Club.
Il devient le premier président de la Société du demi-sang en 1864, et le reste jusqu'en 1872.
En 1851, il est élu conseiller général du canton de Bernay. Il siège au conseil général de l'Eure jusqu'à sa mort, en 1874. 
Il est nommé sénateur le 26 janvier 1852 et y soutient le régime impérial. Il siège au sénat jusqu'à la guerre de 1870.
Il est également fondateur de filatures à Serquigny.

## Mariage et descendance
Il épouse à Paris en 1832 Alexandrine Marie Blanche de Pieffort (Paris, 19 juin 1814 - Paris, 18 avril 1841), unique enfant de Victor de Pieffort et Sophie Naguet de Saint Georges. 
Ils ont trois enfants :
- Marie Marguerite Alexandrine de Croix (Paris, 29 août 1833 - Paris 7e, 30 décembre 1910), mariée à Paris en 1853 avec Hervé Adrien de Caulaincourt de Vicence, député du Calvados (1819-1865). Sans postérité ;
- Lidwine Charles Victor de Croix (Paris, 4 janvier 1837 - Paris 7e, 30 mai 1861), sans alliance ;
- Alexandrine Blanche Charlotte Ernestine de Croix (Paris, 9 avril 1841 - Paris 7e, 8 février 1929), mariée à Paris en 1862 avec Amédée, comte d'Andigné, secrétaire d'ambassade, chevalier de la Légion d'honneur (1824-1889). Dont postérité.

## Distinctions
- Commandeur de la Légion d'honneur (décret du 14 août 1868).

## Sources
- « Croix d'Heuchin (Ernest-Charles-Eugène, vicomte) », dans Adolphe Robert et Gaston Cougny, Dictionnaire des parlementaires français, Edgar Bourloton, 1889-1891 [détail de l’édition]
- Paul Denis du Péage, Familles de Flandre, Tablettes des Flandres, recueil 2, Bruges, 1951, p. 103-104.